# Сазонов (хутор)
Сазонов — хутор в Котельниковском районе Волгоградской области, в составе Генераловского сельского поселения.

## История
Дата основания не установлена. В Списке населённых мест Земли Войска Донского 1861 года, составленном по сведениям на 1859 год, хутор упоминается под двойным названием Созонов (Пулухин), в 1859 году на хуторе имелось 12 дворов, проживало 50 душ мужского и 46 женского пола. Хутор относился к юрту станицы Потёмкинской Второго Донского округа области войска Донского. К 1915 году на хуторе проживало 147 жителей мужского и 147 женского пола
В 1920 году, как и другие населённые пункты Второго Донского округа, хутор включён в состав Царицынской губернии. По состоянию на 1936 год хутор входил в состав Генераловского сельсовета Верхне-Курмоярского района Сталинградской области. С 1950 года — в составе Котельниковского района.

## География
Хутор расположен на севере Котельниковского района на северном склоне одного из отрогов западной покатости Ергенинской возвышенности, относящейся к Восточно-Европейской равнине, на левом берегу реки Аксай Есауловский, на высоте около 40 метров над уровнем моря. Рельеф местности равнинный, имеет незначительный уклон к северу. Почвы каштановые солонцеватые и солончаковые.
По автомобильным дорогам расстояние до областного центра города Волгограда (до центра города) составляет 180 км, до районного центра города Котельниково — 47 км, до административного центра сельского поселения хутора Генераловский — 5 км. Ближайшая железнодорожная станция Жутово железнодорожной ветки Волгоград—Тихорецкая Волгоградского региона Приволжской железной дороги расположена в 29 км к востоку от хутора в рабочем посёлке Октябрьский.
Часовой пояс
Сазонов, как и вся Волгоградская область, находится в часовой зоне МСК (московское время). Смещение применяемого времени относительно UTC составляет +3:00.

## Население
| 2002 |
| ---- |
| 74   |

| 1859 | 1873 | 1897 | 1915 | 2010 |
| ---- | ---- | ---- | ---- | ---- |
| 96   | ↗138 | ↗217 | ↗294 | ↘85  |

По данным переписи 2020 года в национальной структуре населения даргинцы составляли 98,65 %